# Na h-Eagan
Na h-Eagan, także Na h'Eagan – stromy klif na wyspie Hirta w archipelagu St Kilda. Jego najwyższy punkt leży na wysokości 129,1 m n.p.m. Na klifie gnieżdżą się ostrygojady.